# Шосе B3 (Намібія)
Шосе B3 (нім. Nationalstraße B3) — автострада на південному сході Намібії, сполучає Карасбург з прикордонним містом Накоп. Має перетин з B1 біля Грюнау. Націоналштрассе B3 є важливим транспортним шляхом в ПАР.

## Дорожні умови
Націоналштрассе B3 є двосторонньою асфальтованою дорогою.
Через погані погодні умови на початку лютого 2011 року автострада,приблизно за 13 км від Карасбурга, була сильно пошкоджена. 10 лютого 2011 року було розпочато відновлення траси.

## Маршрут
Грюнау 

 Карасбург 

 Кордон з ПАР

     Апінгтон